# Fuerte San Carlos de Purén
El Fuerte San Carlos de Purén fue una edificación de carácter defensiva, levantada por el Imperio Español en la ribera norte del río Biobío, en el actual pueblo de San Carlos de Purén, Región del Biobío.

## Historia
Fue una plaza heredera de la avanzada del Fuerte de Arauco, construido originalmente en el borde sur del río por orden del gobernador Gabriel Cano y Aponte, cuyo plano más antiguo que se le conoce data de 1764. El plano muestra el recinto de forma irregular, ubicado en el borde del barranco del río, motivo por el cual el lienzo norte carece de cortina. Los lienzos oriente y poniente cuentan con mitras en su parte media, en tanto que el del sur ostenta sólo un semicírculo. Cercado por una estancada que se encuentra rodeada por un foso, su acceso se indica al oriente. De los doce edificios interiores, solo se especifica la iglesia, el cuerpo de guardia, la casa del comandante, el cuartel y el almacén, aunque fuera del recinto se esbozan otras construcciones. El posesivo «de Purén» se debe a que fue designado por las autoridades coloniales como la sustitución de la fortaleza militar ubicada en la actual comuna de Purén, en la Provincia de Malleco, ubicada a unos 130 km de distancia hacia el suroeste, la cual había sido demolida y abandonada por las constantes hostilidades con los mapuches nagches del sector.

### Traslado
En la década de 1770, el fuerte fue trasladado al margen norte del río, de acuerdo a un plan más vasto que atendía la petición de los pueblos indígenas de quitarlo de sus tierras. De este modo, la antigua fortaleza fue demolida y trasladada al frente, cien toesas más abajo. Esto mejoró su situación defensiva, formalizando una población a su alrededor que contaría con mayor seguridad que su puesto anterior.  Esta medida, adoptada por el gobernador Agustín de Jáuregui en acuerdo con la Junta de Guerra del reino, fue aplicada por Ambrosio O'Higgins, que por entonces era Maestre de Campo General. 
La nueva fortificación tuvo una planta regular, simétrica, y al igual que en su disposición antigua, tuvo tres cortinas en los frentes de tierra norte, oriente y poniente, mientras que al sur su defensa natural fue el barranco del río. En el lienzo norte se dispuso la entrada principal, en cuyos lados se situaron la iglesia y el cuerpo de guardia con sus respectivos anexos. Configurada su plaza de armas se instaló un cuartel para dos compañías, un almacén y una sala de armas; cerrándose al sur con la casa del comandante y del oficial. Con baluartes en los ángulos ubicados al norte, fue rodeado por un foso, sobre el cual se dispuso un puente frente a la entrada, cerrado por un cerco de estacas.

## Monumento Histórico
El fuerte, en cuyas inmediaciones se fundó lo que hoy es el pueblo de San Carlos de Purén, el cual habría sido de particular importancia para la defensa de la Isla de La Laja, en el sector del río Laja ubicado más al norte, por ser una fortificación que permitía notar con gran distancia la campaña enemiga. Fue declarado Monumento Histórico Nacional en 1975 y en la actualidad, sólo se conservan de él las ruinas de sus muros perimetrales.